# Шато-Гонтьє-сюр-Маєнн (округ)
Округ Шато-Гонтьє-сюр-Маєнн (фр. Arrondissement de Château-Gontier) — округ у Франції, в департаменті Маєнн. 2023 року округ об'єднував 76 муніципалітетів, населення становило 73 343 особи.
Адміністративний центр (супрефектура) — Шато-Гонтьє-сюр-Маєнн.

## Муніципалітети
Список муніципалітетів округу та їхні коди INSEE:
1. Аркене (53009)
2. Астіє (53011)
3. Ате (53012)
4. Базуже (53025)
5. Балло (53018)
6. Банн (53019)
7. Б'єрне-ле-Віллаж (53029)
8. Бомон-П'є-де-Беф (53027)
9. Брен-сюр-ле-Марш (53041)
10. Буер (53036)
11. Буессе (53037)
12. Бушам-ле-Краон (53035)
13. Валь-дю-Мен (53017)
14. Вільє-Шарлемань (53273)
15. Гастін (53102)
16. Гре-ан-Буер (53110)
17. Даон (53089)
18. Деназе (53090)
19. Женн-Лонгфюї (53104)
20. Келен-Сен-Го (53186)
21. Конгріє (53073)
22. Косм (53075)
23. Коссе-ан-Шампань (53076)
24. Коссе-ле-Вів'ян (53077)
25. Краон (53084)
26. Кудре (53078)
27. Курбвей (53082)
28. Кюїє (53088)
29. Ла-Базуж-де-Шемере (53022)
30. Ла-Буассєр (53033)
31. Ла-Кропт (53087)
32. Ла-Рое (53191)
33. Ла-Рош-Невіль (53136)
34. Ла-Руодьєр (53192)
35. Ла-Сель-Краоннез (53258)
36. Ла-Шапель-Краоннез (53058)
37. Ле-Біньон-дю-Мен (53030)
38. Ле-Бюре (53046)
39. Лівре-ла-Туш (53135)
40. Лобрієр (53128)
41. Мариньє-Петон (53145)
42. Ме (53148)
43. Мезонсель-дю-Мен (53143)
44. Меле-дю-Мен (53152)
45. Меній (53150)
46. Мераль (53151)
47. Ньяфль (53165)
48. Ориньє (53172)
49. Петон (53178)
50. Поммер'є (53180)
51. Пре-д'Анжу (53124)
52. Прео (53184)
53. Реназе (53188)
54. Рюїє-Фруа-Фон (53193)
55. Семпле (53260)
56. Сен-Брис (53203)
57. Сен-Дені-д'Анжу (53210)
58. Сен-Дені-дю-Мен (53212)
59. Сен-Кантен-лез-Анж (53251)
60. Сен-Лу-дю-Дора (53233)
61. Сен-Мартен-дю-Ліме (53240)
62. Сен-Мішель-де-ла-Рое (53242)
63. Сен-Пуа (53250)
64. Сен-Сатюрнен-дю-Ліме (53253)
65. Сен-Шарль-ла-Форе (53206)
66. Сенонн (53259)
67. Сент-Еньян-сюр-Рое (53197)
68. Сент-Ерблон (53214)
69. Уссе (53117)
70. Фонтен-Куверт (53098)
71. Фромантьєр (53101)
72. Шатлен (53063)
73. Шато-Гонтьє-сюр-Маєнн (53062)
74. Шемазе (53066)
75. Шемере-ле-Руа (53067)
76. Шерансе (53068)